# 邱錫章
邱錫章（1855年10月26日—？年），字晉三，號子明，民籍，行一。四川順慶府鄰水縣治城（今縣城）人，光緒二十三年（1897年）丁酉科拔貢，歷任鄰山書院山長，下至牧童野叟亦知致敬邱山長，宣統二年任本縣視學、學務局會辦，年八十三卒 。